# The Hidden Wiki
The Hidden Wiki (дослівно укр. прихована вікі) — назва кількох цензуро-стійких вікі-сайтів, що розміщені на псевдодоменах верхнього рівня .onion анонімної мережі Tor. На сайтах The Hidden Wiki існують каталоги з посиланнями на різні сайти з нелегальним контентом, тематика яких переважно — продаж наркотиків, зброї, фальшивих грошей, посвідчень, паспортів, номерів кредитних карток, розповсюдження дитячої порнографії, інформації щодо виготовлення вибухових пристроїв, шахрайства, злому електронних систем тощо.